# Pomeni imen asteroidov: 8001–8500
Pregled pomenov imen asteroidov (malih planetov) od številke 8001 do 8500, ki jim je Središče za male planete dodelilo številko in so pozneje dobili tudi uradno ime  v skladu z dogovorjenim načinom imenovanja. Pregled je preverjen z Schmadelovim “Slovarjem imen malih planetov” (“Dictionary of Minor Planet Names”). Izvor nekaterih imen je pojasnjen tudi v Okrožnicah centra za male planete (“Minor Planet Circulars” ali MPC). Kadar je pojasnilo najdeno tudi v reviji “Sky and Telescope” (S&T), je to navedeno. 
Pregled pojasnjuje izvor oziroma pomen imen asteroidov, ki ga je priznala Mednarodna astronomska zveza (IAU). Nekateri asteroidi imajo imajo dodatno pojasnilo o izvoru imena, ki pa vedno ni popolnoma zanesljivo (oznaka “†”). Pojasnilo o izvoru imena, ki je označeno z * je potrebno preveriti ali poiskati še v “Slovarju imen malih planetov”.
| Ime                  | Začasna oznaka | Izvor imena |
| 8001–8100            | 8001–8100      | 8001–8100 |
| -------------------- | -------------- | --- |
| 8001 Ramsden         | 1986 TR3       | Jesse Ramsden, angleški optik in izumitelj navigacijskih naprav |
| 8003 Kelvin          | 1987 RJ        | William Thomson, britanski fizik † |
| 8005 Albinadubois    | 1988 MJ        | Albina du Boisrouvray (rojena 1941), francoska filantropka † |
| 8006 Tacchini        | 1988 QU        | Pietro Tacchini (1838 – 1905), italijanski astronom, ustanovitelj italijanske Zveze spektroskopistov, ki je predhodnica Italijanske astronomske družbe (Societá Astronomica Italiana) †                         |
| 8009 Béguin          | 1989 BA1       | Jean Béguin (1550 – 1620), francoski kemik* |
| 8010 Böhnhardt       | 1989 GB1       | Hermann Böhnhardt, nemški astronom † |
| 8011 Saijokeiichi    | 1989 WG7       | * |
| 8013 Gordonmoore     | 1990 KA        | Gordon Earl Moore (rojen 1929), ameriški fizik in poslovnež * |
| 8019 Karachkina      | 1990 TH12      | Ljudmila Georgievna Karačkina (ukrajinsko Людмила Георгіївна Карачкіна), ukrajinska astronomka, žena Jurija Vasilieviča Karačkina, učitelja fizike po katerem se imenuje asteroid 8089 Yukar                    |
| 8020 Erzgebirge      | 1990 TV13      | rudno gorovje (Erzgebirge) na Saškem in Češkem † Arhivirano 2012-02-04 na Wayback Machine. |
| 8021 Walter          | 1990 UO2       | * |
| 8034 Akka            | 1992 LR        | * |
| 8036 Maehara         | 1992 UG4       | * |
| 8039 Grandprism      | 1993 RB16      | * |
| 8040 Utsumikazuhiko  | 1993 SY3       | * |
| 8041 Masumoto        | 1993 VR2       | * |
| 8043 Fukuhara        | 1994 XE1       | * |
| 8044 Tsuchiyama      | 1994 YT        | * |
| 8045 Kamiyama        | 1995 AW        | * |
| 8046 Ajiki           | 1995 BU        | * |
| 8047 Akikinoshita    | 1995 BT3       | * |
| 8048 Andrle          | 1995 DB1       | Pavel Andrle, češki astronom |
| 8050 Beishida        | 1996 ST        | * |
| 8051 Pistoria        | 1997 PP4       | Pistoria, Italija † Arhivirano 2008-08-01 na Wayback Machine. |
| 8052 Novalis         | 2093 P-L       | Novalis, nemški pisatelj * |
| 8053 Kleist          | 4082 P-L       | Heinrich von Kleist, nemški pesnik in romanopisec * |
| 8054 Brentano        | 4581 P-L       | Clemens Brentano, nemški pesnik in romanopisec * |
| 8055 Arnim           | 5004 P-L       | Achim von Arnim, nemški pesnik in romanopisec * |
| 8056 Tieck           | 6038 P-L       | Ludwig Tieck, nemški pesnik * |
| 8057 Hofmannsthal    | 4034 T-1       | Hugo von Hofmannsthal, avstrijski pesnik in romanopisec * |
| 8058 Zuckmayer       | 3241 T-3       | Carl Zuckmayer, nemški pisatelj † Arhivirano 2007-09-27 na Wayback Machine. |
| 8059 Deliyannis      | 1957 JP        | * |
| 8060 Anius           | 1973 SD1       | * |
| 8061 Gaudium         | 1975 UF        | * |
| 8062 Okhotsymskij    | 1977 EZ        | * |
| 8064 Lisitsa         | 1978 RR        | * |
| 8065 Nakhodkin       | 1979 FD3       | * |
| 8066 Poldimeri       | 1980 PB2       | * |
| 8067 Helfenstein     | 1980 RU        | Paul Helfenstein, ameriški astronom † |
| 8071 Simonelli       | 1981 GO        | Damon Paul Simonelli, ameriški astronom † |
| 8072 Yojikondo       | 1981 GO1       | Joji Kondo, NASA fizik pri Nasi* |
| 8073 Johnharmon      | 1982 BS        | John Harmon, znanstvenik na Observatoriju Arecibo † |
| 8074 Slade           | 1984 WC2       | Martin Slade, znanstvenik v Laboratoriju za reaktivni pogon (Jet Propulsion Laboratory) † |
| 8075 Roero           | 1985 PE        | * |
| 8077 Hoyle           | 1986 AW2       | Fred Hoyle, britanski astronom* |
| 8078 Carolejordan    | 1986 RS2       | Carole Jordan, astrofizik* |
| 8079 Bernardlovell   | 1986 XF1       | Bernard Lovell, britanski radioastronom* |
| 8080 Intel           | 1987 WU2       | podjetje Intel, ki izdeluje računalniške komponente * |
| 8081 Leopardi        | 1988 DD        | Giacomo Leopardi, italijanski pesnik* |
| 8082 Haynes          | 1988 NR        | * |
| 8083 Mayeda          | 1988 VB        | Šizuo Majeda, japonski ljubiteljski astronom* |
| 8084 Dallas          | 1989 CL1       | Dallas, Teksas, ZDA* |
| 8086 Peterthomas     | 1989 RB6       | Peter Chew Thomas, ameriški astronom † |
| 8087 Kazutaka        | 1989 WA2       | * |
| 8088 Australia       | 1990 SL27      | celina Avstralija* |
| 8089 Yukar           | 1990 TW7       | Jurij Vasiljevič Karačkin, učitelj fizike na šoli, ki pripada Krimskemu astrofizikalnemu observatoriju. Jurij je soprog astronomke Ljudmile Georgievne Karačkine, po kateri se imenuje asteroid 8019 Karachkina |
| 8096 Emilezola       | 1993 OW3       | Émile Zola, francoski pisatelj † |
| 8097 Yamanishi       | 1993 RE        | * |
| 8098 Miyamotoatsushi | 1993 SH2       | Atsuši Mijamoto, japonski astronom * |
| 8100 Nobeyama        | 1993 XF        | Radijski observatorij Nobejama, ki deluje v okviru Nacionalnega astronomskega observatorija Japonske * |
| 8101–8200            |                | |
| 8101 Yasue           | 1993 XK1       | * |
| 8102 Yoshikazu       | 1994 AQ2       | * |
| 8103 Fermi           | 1994 BE        | Enrico Fermi, fizik* |
| 8104 Kumamori        | 1994 BW4       | * |
| 8106 Carpino         | 1994 YB        | Mario Carpino, italijanski astronom † |
| 8108 Wieland         | 1995 BC16      | Christoph Martin Wieland, nemški pesnik* |
| 8110 Heath           | 1995 DE2       | * |
| 8111 Hoepli          | 1995 GE        | Ulrico Hoepli, italijanski založnik, ki je daroval za planetarij v Milanu † |
| 8112 Cesi            | 1995 JJ        | Federico Cesi, ustanovitelj Accademie dei Lincei * |
| 8113 Matsue          | 1996 HD1       | * |
| 8114 Lafcadio        | 1996 HZ1       | Lafcadio Hearn, pisatelj * |
| 8115 Sakabe          | 1996 HB2       | * |
| 8116 Jeanperrin      | 1996 HA15      | Jean Baptiste Perrin, francoski fizik † |
| 8117 Yuanlongping    | 1996 SD1       | * |
| 8120 Kobe            | 1997 VT        | * |
| 8121 Altdorfer       | 2572 P-L       | Albrecht Altdorfer, nemški renesančni slikar * |
| 8122 Holbein         | 4038 P-L       | Hans Holbein the Younger, nemški umetnik* |
| 8123 Canaletto       | 3138 T-1       | Canaletto, beneški umetnik* |
| 8124 Guardi          | 4370 T-1       | Francesco Guardi, italijanski slikar iz obdobja rokokoja * |
| 8125 Tyndareus       | 5493 T-2       | Tindar, mitološki kralj iz Šparte * |
| 8126 Chanwainam      | 1966 BL        | Chan Wainam, kitajski vzgojitelj in dobrodelnež † |
| 8127 Beuf            | 1967 HA        | Francisco Beuf, 19th-century francoski astronom, ki je sodeloval pri organizaciji Argentinske pomoske šole in Observatorija La Plata, kjer je bil prvi direktor †                                               |
| 8128 Nicomachus      | 1967 JP        | Nikomah, starogrški matematik in filozof * |
| 8130 Seeberg         | 1976 DJ1       | * |
| 8131 Scanlon         | 1976 SC        | * |
| 8132 Vitginzburg     | 1976 YA6       | Vitalij Lazarevič Ginzburg (rusko Виталий Лазаревич Гинзбург) (rojen 1916), ruski fizik in dobitnik Nobelove nagrade †                                                                                          |
| 8133 Takanochoei     | 1977 DX3       | * |
| 8134 Minin           | 1978 SQ7       | * |
| 8137 Kvíz            | 1979 SJ        | Zdeněk Kvíz, češki astronom |
| 8141 Nikolaev        | 1982 SO4       | * |
| 8142 Zolotov         | 1982 UR6       | * |
| 8143 Nezval          | 1982 VN        | Vítezslav Nezval (1900 – 1958), češki pesnik, začetnik poetizma in pozneje ustanovitelj surrealistične skupine Češkoslovaške †                                                                                  |
| 8144 Hiragagennai    | 1982 VY2       | * |
| 8145 Valujki         | 1983 RY4       | * |
| 8146 Jimbell         | 1983 WG        | James Francis Bell, ameriški astronom † |
| 8147 Colemanhawkins  | 1984 SU3       | Coleman Hawkins, jazz glasbenik * |
| 8149 Ruff            | 1985 JN1       | * |
| 8150 Kaluga          | 1985 QL4       | * |
| 8151 Andranada       | 1986 PK6       | * |
| 8154 Stahl           | 1988 CQ7       | * |
| 8155 Battaglini      | 1988 QA        | Giuseppe Battaglini, italijanski matematik* |
| 8156 Tsukada         | 1988 TR        | * |
| 8158 Herder          | 1989 UH7       | Johann Gottfried von Herder, nemški pesnik, teolog in filozof * |
| 8159 Fukuoka         | 1990 BE1       | * |
| 8161 Newman          | 1990 QP3       | * |
| 8163 Ishizaki        | 1990 UF2       | Masako Ishizaki, ljubiteljski astronom* |
| 8164 Andreasdoppler  | 1990 UO3       | Andreas Doppler, sodelavec v Središču za male palnete in ljubiteljski astronom na Observatoriju Archenhold † ‡ †                                                                                                |
| 8165 Gnädig          | 1990 WQ3       | Arno Gnädig, nemški ljubiteljski astronom na Observatoriju Archenhold † ‡ Arhivirano 2008-09-08 na Wayback Machine.                                                                                             |
| 8166 Buczynski       | 1991 AH1       | Denis Buczynski, britanski ljubiteljski astronom † |
| 8167 Ishii           | 1991 CM3       | * |
| 8168 Rogerbourke     | 1991 FK1       | Roger Bourke* |
| 8169 Mirabeau        | 1991 PO2       | Mirabeau, francoski pisatelj, govornik in državnik * |
| 8171 Stauffenberg    | 1991 RV3       | Claus von Stauffenberg, nemški aristokrat in oficir Wermachta, ena izmed oseb, ki so pripravljale atentat na Hitlerja *                                                                                         |
| 8175 Boerhaave       | 1991 VV5       | Herman Boerhaave, nizozemski zdravnik in anatom † |
| 8181 Rossini         | 1992 ST26      | Gioacchino Antonio Rossini, italijanski skladatelj |
| 8182 Akita           | 1992 TX        | * |
| 8184 Luderic         | 1992 WL        | otrok astronoma Alaina Maury* |
| 8187 Akiramisawa     | 1992 XL        | * |
| 8189 Naruke          | 1992 YG3       | * |
| 8190 Bouguer         | 1993 ON9       | Pierre Bouguer, francoski matematik* |
| 8191 Mersenne        | 1993 OX9       | Marin Mersenne, francoski teolog in matematik* |
| 8192 Tonucci         | 1993 RB        | Robert Antonucci, astrofizik* |
| 8193 Ciaurro         | 1993 SF        | * |
| 8194 Satake          | 1993 SB1       | * |
| 8197 Mizunohiroshi   | 1993 VX        | * |
| 8199 Takagitakeo     | 1993 XR        | * |
| 8200 Souten          | 1994 AY1       | * |
| 8201–8300            |                | |
| 8202 Gooley          | 1994 CX2       | * |
| 8203 Jogolehmann     | 1994 CP10      | * |
| 8204 Takabatake      | 1994 GC1       | * |
| 8205 Van Dijck       | 1994 PE10      | Anthony Van Dyck, Flamciflamski slikar |
| 8206 Masayuki        | 1994 WK1       | * |
| 8207 Suminao         | 1994 YS1       | * |
| 8208 Volta           | 1995 DL2       | Alessandro Volta, italijanski fizik † |
| 8210 NANTEN          | 1995 EH        | * |
| 8212 Naoshigetani    | 1995 EF1       | * |
| 8214 Mirellalilli    | 1995 FH        | Mirella Lilli, italijanska žena odkritelja, imenovanje ob 20. obletnici poroke (5. avgusta 2007) † |
| 8216 Melosh          | 1995 FX14      | Jay Melosh, geofizik in planetarni znanstvenik * |
| 8217 Dominikhašek    | 1995 HC        | Dominik Hašek, igralec hokeja * |
| 8218 Hosty           | 1996 JH        | * |
| 8220 Nanyou          | 1996 JD1       | * |
| 8221 La Condamine    | 1996 NA4       | Charles Marie de La Condamine, francoski geograf in matematik* |
| 8222 Gellner         | 1996 OX        | František Gellner, češki pesnik |
| 8223 Bradshaw        | 1996 PD        | * |
| 8224 Fultonwright    | 1996 PE        | Fulton Wright?* |
| 8225 Emerson         | 1996 QC        | Rev Dr David Emerson, 1943-1996, astrofizik na Kraljevem observatoriju, Edinburgh * |
| 8229 Kozelský        | 1996 YU2       | * |
| 8230 Perona          | 1997 TW16      | * |
| 8231 Tetsujiyamada   | 1997 TX17      | * |
| 8232 Akiramizuno     | 1997 UW3       | * |
| 8233 Asada           | 1997 VZ2       | * |
| 8234 Nobeoka         | 1997 VK8       | mesto Nabeoka, Japonska* |
| 8235 Fragonard       | 2096 P-L       | Jean-Honoré Fragonard, francoski slikar* |
| 8236 Gainsborough    | 4040 P-L       | Thomas Gainsborough, britanski umetnik* |
| 8237 Constable       | 7581 P-L       | John Constable, britanski umetnik* |
| 8238 Courbet         | 4232 T-1       | * |
| 8239 Signac          | 1153 T-2       | * |
| 8240 Matisse         | 4172 T-2       | Henri Matisse, francoski umetnik* |
| 8241 Agrius          | 1973 SE1       | * |
| 8244 Mikolaichuk     | 1975 TO2       | * |
| 8246 Kotov           | 1979 QT8       | * |
| 8248 Gurzuf          | 1979 TV2       | * |
| 8249 Gershwin        | 1980 GG        | George Gershwin, skladatelj |
| 8250 Cornell         | 1980 RP        | Univerza Cornell † |
| 8251 Isogai          | 1980 VA        | * |
| 8256 Shenzhou        | 1981 UZ9       | vesoljska ladja Šen čou † |
| 8257 Andycheng       | 1982 HO1       | Andrew F. Cheng iz Laboratorija za uporabno fiziko na Univerzi Johnsa Hopkinsa University, veliko je prispeval v misiji NEAR Shoemaker †                                                                        |
| 8261 Ceciliejulie    | 1985 RD        | Cecilie Ida in Julie Liv Cetti Hansen, hčerki dvojčici danskega astrofizika Anja C. Andersena † |
| 8262 Carcich         | 1985 RG        | Brian Carcich, sistemski programmer na Oddelku za astronomijo na univerzi Cornell, sodelavec pri Galileo Imaging Team in NEAR Shoemaker misiji †                                                                |
| 8266 Bertelli        | 1986 TC        | * |
| 8268 Goerdeler       | 1987 SQ10      | Carl Friedrich Goerdeler, nemški politik, nasprotnik nacističnega režima, aretiral in mučil ga je Gestapo in ubil v Berlinu februarja leta 1945 *                                                               |
| 8269 Calandrelli     | 1988 QB        | Ignazio Calandrelli, italijanski astronom* |
| 8270 Winslow         | 1989 JF        | * |
| 8273 Apatheia        | 1989 WB2       | * |
| 8274 Soejima         | 1990 TJ1       | * |
| 8275 Inca            | 1990 VR8       | ljudstvo Inka v južni Ameriki* |
| 8276 Shigei          | 1991 FL        | * |
| 8277 Machu-Picchu    | 1991 GV8       | Machu Picchu, kraj, kjer so inkovske razvaline * |
| 8279 Cuzco           | 1991 PN7       | Cuzco, Peru* |
| 8282 Delp            | 1991 RR40      | * |
| 8284 Cranach         | 1991 TT13      | Lucas Cranach Starejši, nizozemski umetnik* |
| 8286 Kouji           | 1992 EK1       | * |
| 8289 An-Eefje        | 1992 JQ3       | An Marchal (17 let) in Eefje Lambrechts (19 let), dve žrtvi serijskega morilca Marca Dutrouxa* |
| 8291 Bingham         | 1992 RV1       | Hiram Bingham III, raziskovalec * |
| 8294 Takayuki        | 1992 UM3       | * |
| 8295 Toshifukushima  | 1992 UN4       | * |
| 8296 Miyama          | 1993 AD        | * |
| 8297 Gérardfaure     | 1993 QJ4       | Gérard Fauré, francoski ljubiteljski astronom † Arhivirano 2007-05-29 na Wayback Machine. |
| 8298 Loubna          | 1993 SQ10      | Loubna Mahjoubi (9 let), žrtev Alija Madanija v mestu Oujda, Maroko * |
| 8299 Téaleoni        | 1993 TP24      | Téa Leoni, igralka * |
| 8300 Iga             | 1994 AO2       | * |
| 8301–8400            |                | |
| 8301 Haseyuji        | 1995 BG2       | * |
| 8302 Kazukin         | 1995 CY        | * |
| 8303 Miyaji          | 1995 CO1       | * |
| 8304 Ryomichico      | 1995 DJ1       | * |
| 8305 Teika           | 1995 DQ1       | * |
| 8306 Shoko           | 1995 DY1       | * |
| 8307 Peltan          | 1995 EN        | Peltan, družina odkriteljice češke astronomke Jane Ticháe (rojena Peltanová) † |
| 8308 Julie-Mélissa   | 1996 HD13      | Julie Lejeune in Mélissa Russo ( 8 let), dve žrtvi serijskega morilca Marca Dutrouxa* |
| 8310 Seelos          | 1996 PL2       | * |
| 8311 Zhangdaning     | 1996 TV1       | * |
| 8313 Christiansen    | 1996 YU1       | * |
| 8314 Tsuji           | 1997 US8       | * |
| 8315 Bajin           | 1997 WA22      | Ba Jin, kitajski anarhistični pisatelj * |
| 8316 Wolkenstein     | 3002 P-L       | * |
| 8317 Eurysaces       | 4523 P-L       | Eursak, Homerjev junak * |
| 8318 Averroes        | 1306 T-2       | Averroes, islamski filozof* |
| 8319 Antiphanes      | 3365 T-2       | Antifan, starogrški dramatik * |
| 8320 van Zee         | 1955 RV        | * |
| 8321 Akim            | 1977 EX        | * |
| 8322 Kononovich      | 1978 RL1       | Edvard Vladimirovič Kononovič, ruski astrofizik* |
| 8323 Krimigis        | 1979 UH        | Stamatios ("Tom") Krimigis, v Grčiji rojen ameriški fizik, vodilni član Laboratorija za uporabno fiziko na Univerzi Johnsa Hopkinsa ‡                                                                           |
| 8326 Paulkling       | 1981 JS2       | Paul Kling, violinist in preživeli iz Terezina (Theresienstadt)* |
| 8327 Weihenmayer     | 1981 JE3       | Erik Weihenmayer, prva slepa oseba, ki je dosegla vrh Mount Everesta * |
| 8328 Uyttenhove      | 1981 QQ2       | Jozef Uyttenhove, belgijski (Flamciflamski) fizik in zodovinar ekzaktnih znanosti † |
| 8329 Speckman        | 1982 FP3       | Mark Speckman, ameriški invalidni nogometni trener † |
| 8330 Fitzroy         | 1982 FX3       | Robert FitzRoy (1805 – 1865), britanski pomorski oficir, hidrograf in meteorolog, kapitan ladje HMS Beagle, guverner Nove Zelandije, ustanovitelj britanskega Meteorološkega urada †                            |
| 8331 Dawkins         | 1982 KK1       | Richard Dawkins, britanski evolucijski biolog † |
| 8332 Ivantsvetaev    | 1982 TL2       | Ivan Vladimirovič Svetaev, ruski umetniški kritik * |
| 8335 Sarton          | 1984 DD1       | George Alfred Leon Sarton, v Belgiji rojen ameriški matematik in pisatelj, ustanovitelj časopisov Isis in Osiris †                                                                                              |
| 8336 Šafařík         | 1984 SK1       | Vojtěch Šafařík, češki astronom in njegova žena Paulína Šafaříková † |
| 8338 Ralhan          | 1985 FE3       | Philip Ralhan Bidstrup, danski fizik † |
| 8339 Kosovichia      | 1985 RM6       | * |
| 8340 Mumma           | 1985 TS1       | Michael J. Mumma, planetarni strokovnjak pri Nasinem Goddardovem vesoljskem letalskem centru (Goddard Space Flight Center) *                                                                                    |
| 8343 Tugendhat       | 1986 TG3       | Vila Tugendhat, Brno, Češka; za arhitekturo pomembna zgradba v Brnu † |
| 8344 Babette         | 1987 BB        | Babette ("Babbie") Whipple, rojena Samelson, ameriška učiteljica, raziskovalka, fizioterapeutka in žena astronoma Freda L. Whippla †                                                                            |
| 8345 Ulmerspatz      | 1987 BO1       | * |
| 8347 Lallaward       | 1987 HK        | Lalla Ward, britanski igralka in žena Richarda Dawkinsa * |
| 8348 Bhattacharyya   | 1988 BX        | Jagadiš Čandra Batačarja, indijski astronom, direktor Indijski inštitut za astrofiziko (Indian Institute of Astrophysics) v Bangaloreju, sodeloval je pri pripravi 2,3-meterskega teleskopa Vaina Bappu †       |
| 8353 Megryan         | 1989 GC4       | Meg Ryan, ameriška igralka * |
| 8356 Wadhwa          | 1989 RO2       | * |
| 8357 O'Connor        | 1989 SC1       | * |
| 8358 Rickblakley     | 1989 VN5       | Rick Blakley?* |
| 8367 Bokusui         | 1990 UL2       | Bokusui Vakajama, japonski pesnik* |
| 8370 Vanlindt        | 1991 RK11      | * |
| 8371 Goven           | 1991 TJ14      | * |
| 8373 Stephengould    | 1992 AB        | Stephen Jay Gould, evolucijski biolog * |
| 8374 Horohata        | 1992 AK1       | * |
| 8375 Kenzokohno      | 1992 AP1       | Kenzo Kohno, ljubiteljski astronom* |
| 8377 Elmerreese      | 1992 SD1       | * |
| 8378 Sweeney         | 1992 SN1       | * |
| 8379 Straczynski     | 1992 SW10      | J. Michael Straczynski, pisec znanstvene fantastike * |
| 8380 Tooting         | 1992 SW17      | * |
| 8381 Hauptmann       | 1992 SO24      | Gerhart Hauptmann, nemški dramatik * |
| 8382 Mann            | 1992 SQ26      | Thomas Mann, nemški romanopisec * |
| 8386 Vanvinckenroye  | 1993 BB6       | * |
| 8387 Fujimori        | 1993 DO        | Keniči Fudžimori, japonski astronom* |
| 8391 Kring           | 1993 HH3       | * |
| 8393 Tetsumasakamoto | 1993 TJ1       | * |
| 8395 Rembaut         | 1993 TQ23      | * |
| 8397 Chiakitanaka    | 1993 XO        | * |
| 8398 Rubbia          | 1993 XY        | Carlo Rubbia, italijanski fizik in dobitnik Nobelove nagrade za fiziko v letu 1984 * |
| 8399 Wakamatsu       | 1994 AD        | * |
| 8400 Tomizo          | 1994 AQ        | * |
| 8401–8500            |                | |
| 8401 Assirelli       | 1994 DA        | Giuseppe Assirelli, italijanski fotograf † |
| 8403 Minorushimizu   | 1994 JG        | Šimizu Minoru?* |
| 8405 Asbolus         | 1995 GO        | Asbolus, kentaver iz grške mitologije * |
| 8406 Iwaokusano      | 1995 HJ        | japonski ljubiteljski astronom Kusano Ivao（草野 磐） * |
| 8407 Houlahan        | 1995 ON        | * |
| 8408 Strom           | 1995 SX12      | * |
| 8409 Valentaugustus  | 1995 WB43      | Valentin Augustus Weber, nemško-ameriški oblikovalec barvnega stekla ter konstruktor in izdelovalec pohištva iz mahagonija, stari oče vodje skupine odkriteljev †                                               |
| 8410 Hiroakiohno     | 1996 QZ1       | * |
| 8411 Celso           | 1996 TO        | * |
| 8413 Kawakami        | 1996 TV10      | * |
| 8414 Atsuko          | 1996 TW10      | * |
| 8416 Okada           | 1996 VB8       | * |
| 8417 Lancetaylor     | 1996 VG8       | Lance Taylor, znanstveni vzgojitelj † |
| 8418 Mogamigawa      | 1996 VS30      | * |
| 8419 Terumikazumi    | 1996 VK38      | Kazumi Terumi? * |
| 8420 Angrogna        | 1996 WQ        | mesto Angrogna, Italija v Torinski province Piedmont, Italija |
| 8421 Montanari       | 1996 XA9       | Geminiano Montanari, italijanski matematik |
| 8422 Mohorovičić     | 1996 XJ26      | Andrija Mohorovičić, hrvaški seizmolog † |
| 8423 Macao           | 1997 AO22      | Macao* |
| 8424 Toshitsumita    | 1997 CP        | * |
| 8425 Zirankexuejijin | 1997 CJ29      | * |
| 8428 Okiko           | 1997 VJ8       | Okiko Seki, žena odkritelja Cutoma Sekija* |
| 8430 Florey          | 1997 YB5       | Howard Walter Florey, patolog, ki je leta 1945 dobil Nobelovo nagrado za fiziologijo in medicino |
| 8431 Haseda          | 1997 YQ13      | Haseda Katsumi, japonski ljubiteljski astronom † |
| 8432 Tamakasuga      | 1997 YD18      | * |
| 8433 Brachyrhynchus  | 2561 P-L       | kratkokljuna gos, znanstveno ime Anser brachyrhynchus * |
| 8434 Columbianus     | 6571 P-L       | mali labod znanstveno ime Cygnus columbianus * |
| 8435 Anser           | 6643 P-L       | rod gosi * |
| 8436 Leucopsis       | 2259 T-1       | belolična gos, znanstveno ime Branta leucopsis * |
| 8437 Bernicla        | 3057 T-1       | grivasta gos, znanstveno ime Branta bernicla* |
| 8438 Marila          | 4825 T-1       | rjavka, znanstveno ime Aythya marila * |
| 8439 Albellus        | 2034 T-2       | znanstveno ime Mergellus albellus * |
| 8440 Wigeon          | 1017 T-3       | žvižgavka, znanstveno ime Anas penelope * |
| 8441 Lapponica       | 4008 T-3       | progastorepi kljunač, znanstveno ime Limosa lapponica * |
| 8442 Ostralegus      | 4237 T-3       | školjkarica, znanstveno ime Haematopus ostralegus * |
| 8443 Svecica         | 4343 T-3       | modra taščica, znanstveno ime Luscinia svecica * |
| 8444 Popovich        | 1969 TR1       | Pavel Romanovič Popovič, ruski kozmonavt * |
| 8445 Novotroitskoe   | 1973 QG2       | mesto Novotroitskoe, Kazahstan* |
| 8446 Tazieff         | 1973 SB6       | Haroun Tazieff, francoski vulkanolog* |
| 8447 Cornejo         | 1974 OE        | Antonio Cornejo, argentinski ustanovitelj in direktor Planetarija Galileo Galilei v Buenos Airesu † |
| 8448 Belyakina       | 1976 UT1       | * |
| 8449 Maslovets       | 1977 EO1       | * |
| 8450 Egorov          | 1977 QL1       | * |
| 8451 Gaidai          | 1977 RY6       | * |
| 8452 Clay            | 1978 WB        | * |
| 8470 Dudinskaya      | 1982 SA4       | Natalja Dudinskaja, ruska balerina * |
| 8471 Obrant          | 1983 RX4       | * |
| 8472 Tarroni         | 1983 TC        | Gino Tarroni, italijanski ljubiteljski astronom |
| 8474 Rettig          | 1985 GA1       | * |
| 8475 Vsevoivanov     | 1985 PC2       | * |
| 8477 Andrejkiselev   | 1986 RF7       | * |
| 8485 Satoru          | 1989 FL        | Satoru Honda, žena astronoma Minoru Honde* |
| 8488 d'Argens        | 1989 SR1       | Jean-Baptiste de Boyer, francoski pisatelj in filozof* |
| 8489 Boulder         | 1989 TA3       | Boulder, Kolorado, ZDA* |
| 8491 Joelle-gilles   | 1989 YL5       | * |
| 8492 Kikuoka         | 1990 BZ        | Hidekazu Kikuoka, ljubiteljski astronom* |
| 8493 Yachibozu       | 1990 BY1       | Jačibozu (trava), ki se pogosto vidi na otoku Hokaido, ime so izbrali na otroškem tekmovanju za izbiro imena v mestu Kuširo †                                                                                   |
| 8494 Edpatvega       | 1990 OT4       | * |
| 8496 Jandlsmith      | 1990 QO3       | * |
| 8498 Ufa             | 1990 RM17      | * |
| 8500 Hori            | 1990 TU        | * |

| Predhodnik: 7501–8000 | Pomeni imen asteroidov Seznam asteroidov (8001-8250) Seznam asteroidov (8251-8500) | Naslednik: 8501–9000 |